# Durán
Durán (offiziell auch Eloy Alfaro, nach dem früheren ecuadorianischen Präsidenten Eloy Alfaro) ist die zweitgrößte Stadt der Provinz Guayas und ein Municipio in der pazifischen Küstenregion Ecuadors. 
Sie ist Verwaltungssitz des Kantons Durán und liegt am Fluss Río Guayas gegenüber der Metropole Guayaquil, zu deren Vorstädten sie gehört. Beim Zensus von 2010 hatte die Stadt, die zu den am schnellsten wachsenden des Landes gehört, 230.839 Einwohner. Das Terrain von Durán ist in allgemeinen eben und flach, jedoch sticht aus der Silhouette der Hügel Cerro Las Cabras hervor.

## Geschichte
Das ursprüngliche Dorf Durán wurde 1902 zum ländlichen Kirchspiel (Parroquia rural) des Kantons Guayaquil erhoben. 1920 erhielt das Kirchspiel Durán zusätzlich den Namen Eloy Alfaros, des 1912 ermordeten Präsidenten, auf dessen Wirken die Fertigstellung der Eisenbahnlinie und des Bahnhofs maßgeblich zurückgeht.

## Verkehr und Infrastruktur
Der Bahnhof von Durán ist Ausgangspunkt für die 1908 eröffnete Eisenbahnstrecke nach Quito, weil Durán am Ostufer des Guayas liegt. Zeitweise fuhren diese Züge nicht mehr, da durch Naturkatastrophen (El Niño) in den 1990er Jahren zentrale Brücken zerstört wurden.
Auch die wichtigsten Straßenverbindungen Guayaquils mit dem ecuadorianischen Hochland (nach Riobamba und Santo Domingo de los Colorados bzw. Quito) verlaufen von Durán aus. In den 1960er Jahren wurde zwischen Guayaquil und Durán die längste Brücke Ecuadors, die "Brücke der Nationalen Einheit", gebaut, die offiziell Puente Rafael Mendoza Avilés heißt. Heute fahren sehr viele Einwohner Duráns täglich als Pendler über diese Brücke, die 2005/06 verbreitert wurde, nach Guayaquil und zurück.

## Kanton Durán
1986 wurde der Kanton Durán eingerichtet, zu dem neben dem Kirchspiel Durán die Insel Santay gehört, die zwischen Guayaquil und Durán im Guayas liegt. Die Insel ist geschütztes Feuchtgebiet (siehe Ramsar-Konvention) und wird nur von etwa 200 Familien bewohnt. Sie ist nur per Boot zu erreichen und verfügt über keinerlei moderne Infrastruktur. Strom kann nur aus Dieselgeneratoren bezogen werden.

## Municipio
Das 300,2 km² große Municipio Durán hatte beim Zensus 2010 235.769 Einwohner. Es umfasst die Parroquias urbanas Divino Niño, El Recreo und Eloy Alfaro.